# 致命ID
《致命ID》（英語：Identity），是一部2003年美國惊悚電影，由詹姆斯·曼高德执导，约翰·库萨克、雷·利奥塔、阿曼达·皮特等主演。影片故事情节的灵感来自英國小說家阿加莎·克里斯蒂的作品《无人生还》。

## 劇情
連夜暴雨，洪水封路，曾擔任警官的禮車司機艾德（約翰·庫薩克飾）等11個人困在沙漠中的一間汽車旅館內。人人各有心病，但他們原本都只想待天亮放晴之後繼續自己的旅程與工作，誰知隨即發生一連串謀殺案。凶手就在他們之中，但疑凶又遭謀殺。剩餘的人互相猜忌，互相警戒、防備，深畏無法逃離人魔的掌心。但是後來他們發現不可思議的巧合——11人的生日竟然是同一天，而所有人的姓排列起來亦另有玄機。其中有人開始認為這是超自然事件，有人認為只是連環殺人。艾德明白真相之後捨身除奸。然而，他漏算了一個人。